# Ка Кавалети (Ређо Емилија)
Ка Кавалети је насеље у Италији у округу Ређо Емилија, региону Емилија-Ромања.
Према процени из 2011. у насељу је живело 26 становника. Насеље се налази на надморској висини од 540 м.